# Maraña
Maraña es un municipio y villa española de la provincia de León, en la comunidad autónoma de Castilla y León. Cuenta con una población de 111 habitantes (INE 2024). Enclavado en el parque regional Montaña de Riaño y Mampodre, en este municipio se encuentra el nacimiento del río Esla.

## Geografía
Maraña es un pequeño municipio de alta montaña enclavado en el macizo de Mampodre, su término municipal se extiende a lo largo de la cabecera de dos valles distintos. El valle que representa la parte meridional del municipio es en el que se encuentra el pueblo de Maraña. El valle septentrional, denominado valle de Riosol por el río homónimo está delimitado por dos puertos de montaña, el puerto de Tarna y el puerto de las Señales, El río Esla recibe el nombre de río de Riosol antes de recibir las aguas de otros afluentes.

## Demografía
Cuenta con una población de 111 habitantes (INE 2024).
| Gráfica de evolución demográfica de Maraña entre 1857 y 2021 |
| |
| Población de derecho según los censos de población del INE Población de hecho según los censos de población del INE Entre el censo de 1857 y el anterior aparece este municipio porque se segrega de Acebedo |

## Comunicaciones
A Maraña se accede por la carretera comarcal LE-2701. Sus 3,9 km de longitud separan el pueblo del cruce con la CL-635, carretera que comunica la N-625, que viene de Riaño, o con el valle del Nalón, a través del puerto de Tarna. Pese a estar a menos de 60Km en línea recta de la capital provincial, León, las distancias por carretera son muy superiores. A través del valle del Esla, pasando por Riaño, la distancia es de 120 km; cruzando al valle del Porma, pasando por Puebla de Lillo, son 97 km. La capital más cercana a Maraña es Oviedo, a 96 km, y Gijón se encuentra a 109 km.
Los accesos por carretera se ven dificultados por los numerosos puertos de montaña que hay que atravesar para llegar a Maraña desde diferentes orígenes. El puerto de Tarna, desde Oviedo o Gijón; el puerto de las Señales, desde León; el puerto del Pontón, desde Cangas de Onís; puerto de San Glorio, desde Santander y Cantabria. Una confirmación más del paisaje montañoso en el que se enclava Maraña, en plena cordillera Cantábrica. Las localidades más cercanas son La Uña, Acebedo, Lario, Liegos, Burón y Solle.
El sistema de transporte público en Maraña es el Transporte a la Demanda de la Junta de Castilla y León, que comunica la localidad con las cabeceras comarcales de Riaño y Cistierna. A los centros educativos de estas localidades acuden los escolares.